# Gasparone (Operette)
Gasparone ist eine Operette in drei Akten von Carl Millöcker. Das Libretto verfassten Friedrich Zell und Richard Genée. Uraufführung war am 26. Januar 1884 am Theater an der Wien.

## Orchester
Zwei Flöten, zwei Oboen, zwei Klarinetten, zwei Fagotte, vier Hörner, zwei Trompeten, drei Posaunen, Schlagwerk und Streicher

## Handlung

### Ort und Zeit
Die Operette spielt in Syrakus auf Sizilien um 1820.

### Erster Akt
Bild: Platz am Ufer mit Kneipe, im Hintergrund der Ätna
Die Titelfigur ist ein berühmt-berüchtigter Räuberhauptmann, der mit seiner Bande in den Abruzzen auf dem italienischen Festland sein Unwesen treibt. Reales Vorbild war der italienische Brigant Antonio Gasbarrone (1793–1882). 
In der Operette taucht er an keiner Stelle leibhaftig auf; es ist nur oft die Rede von ihm. Benozzo, der Wirt einer Hafenkneipe, verbreitet mit Eifer das Gerücht, Gasparone habe inzwischen Sizilien zu seinem Tätigkeitsfeld auserkoren. Doch damit will er lediglich bezwecken, dass die Polizei von seinem eigenen Treiben – er ist der Chef einer Schmugglerbande – abgelenkt wird.
Nun fügt es sich, dass Graf Erminio von Saluzzo vom Festland auf die Insel gekommen ist, um am Ätna geologische Studien zu betreiben. Als er die schöne Gräfin Carlotta kennenlernt, ist sein Herz gleich für sie entflammt. Um ihre ältere Begleiterin Zenobia loszuwerden, sorgt er dafür, dass Carlotta von den Schmugglern überfallen und entführt wird. Er selbst inszeniert dann ihre Befreiung und wird von Carlotta als Retter angesehen.
Der etwas trottelige Bürgermeister Baboleno Nasoni lässt sich immer leicht ins Bockshorn jagen. Benozzos Hinweis auf den vermeintlichen Aufenthalt Gasparones nimmt er gleich zum Anlass, den Räuber mit Hilfe einiger Polizisten aufzuspüren. Als er auf Graf Erminio trifft, verdächtigt er ihn als den gesuchten Räuber. Dass aber Carlotta jetzt auch noch ein Auge gerade auf diesen geworfen hat, passt überhaupt nicht in seinen Plan. Die Schöne ist nämlich durch einen für sie glücklich ausgegangenen Erbschaftsprozess Eigentümerin eines herrschaftlichen Schlosses und eines Barvermögens von einer Million Zechinen geworden, was sie aber selbst noch nicht weiß. Nasoni jedenfalls hofft, Carlotta zur Frau seines Sohnes Sindulfo machen zu können, indem er ihr vorgaukelt, nur er als Bürgermeister sei in der Lage, den anhängenden Prozess zu ihren Gunsten beeinflussen zu können. Aus Dankbarkeit willigt die Gräfin ein, Sindulfo zu heiraten, obwohl sie überhaupt nichts für ihn empfindet.

### Zweiter Akt
Bild: Salon im Schloss

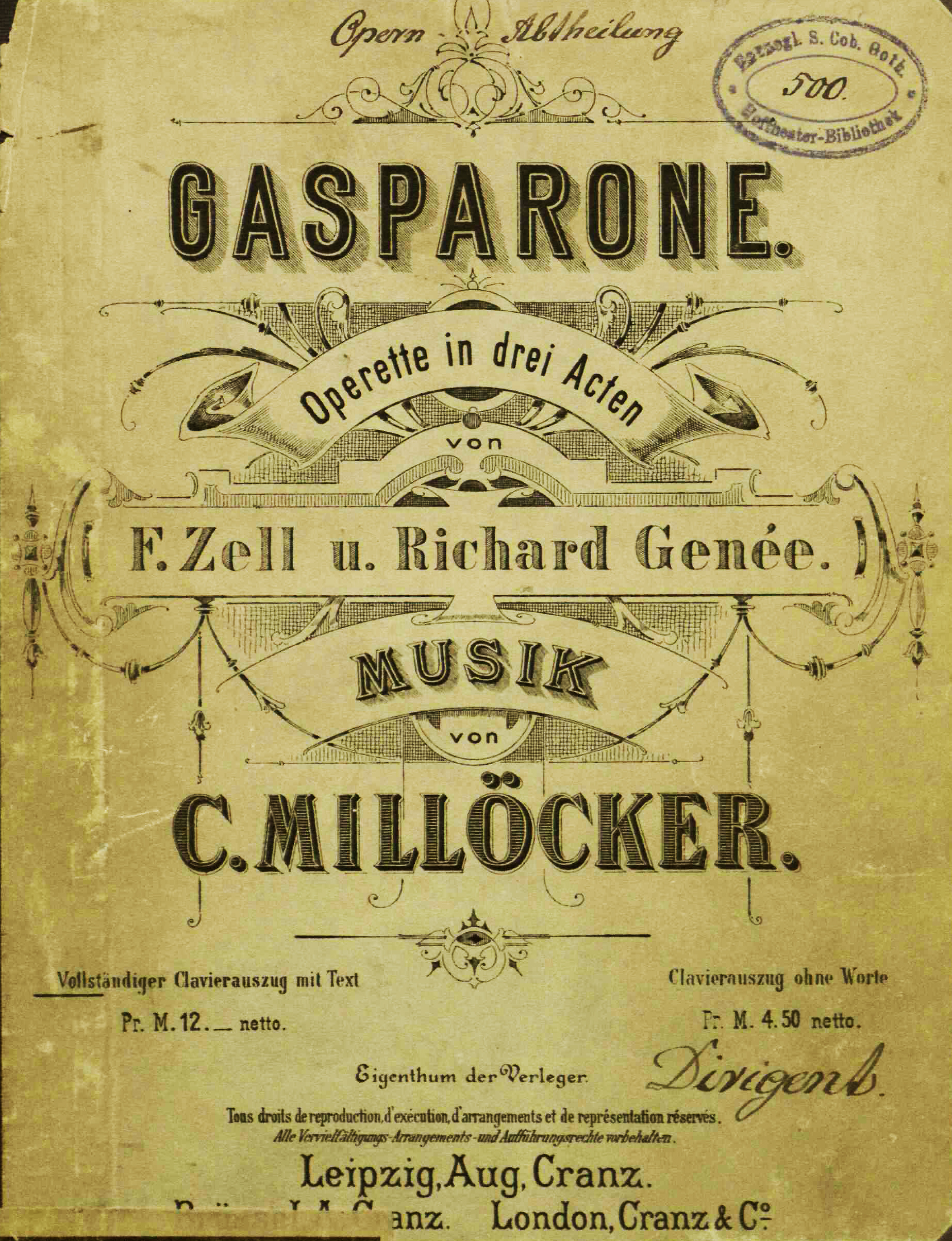
Libretto aus dem Jahr 1885

Durch einen geschickten Schachzug hat Graf Erminio Sindulfo durch die Schmugglerbande zum Schein entführen lassen. Benozzo sucht die Gräfin in ihrem Schloss auf und zeigt ihr einen angeblichen Brief Gasparones, in dem dieser 10.000 Zechinen Lösegeld fordert. Carlotta lässt sich erweichen und händigt ihm die Summe aus, damit er sie dem Räuber überbringe. Als Benozzo das Schloss verlassen hat, erwartet man die Rückkehr des befreiten Sindulfo. Doch statt seiner kehrt Benozzo zurück – allein. Gasparone reiche die Summe nicht, er wolle nochmals so viel. Da Carlotta den Bürgermeister immer noch für den Retter ihres Familienvermögens hält, ist sie bereit, auch dieses Opfer zu bringen, um seinen Sohn frei zu bekommen.
Graf Erminio ist immer noch bestrebt, die Heirat der Dame seines Herzens mit dem flatterhaften Sohn des Bürgermeisters zu verhindern. Er sieht nur noch einen Ausweg: zum Schein bei Carlotta einzubrechen und ihr Millionenvermögen zu rauben; denn Nasoni und sein Sohn Sindulfo würden an einer verarmten Gräfin schnell das Interesse verlieren. Der Plan wird ausgeführt. Carlotta ist bitter enttäuscht, als sie Erminio als Räuber erkennen muss; aber sie kommt nicht daran vorbei, ihm ihr Vermögen auszuhändigen. Trotzdem empfindet sie nach wie vor Sympathie für Erminio.

### Dritter Akt
Bild: Platz in Syrakus mit Rathaus
Sindulfo ist inzwischen wieder in Freiheit. Er will jetzt schleunigst die Hochzeit mit Carlotta in die Wege leiten. Diese aber wird gerade polizeilich wegen des nächtlichen Raubzuges vernommen. Dabei beschreibt sie den Räuber so falsch, dass man unmöglich auf Erminio schließen kann. Der Graf indessen erkennt an Carlottas Aussage, dass sie ihm trotz seines Raubzuges noch gewogen ist. Jetzt hält er den Zeitpunkt für gekommen, seine Maske fallen zu lassen. Er gibt sich als Sohn des Innenministers zu erkennen und versichert, er sei nur deshalb in die Verkleidung eines Räubers geschlüpft, um die Gräfin vor einem Komplott zu schützen.
Plötzlich naht wieder einmal der Kneipenwirt Benozzo. Er behauptet, das Schicksal habe ihm eine Nachricht von Gasparone mit den geraubten 10.000 Zechinen zugespielt. Diese gebe er zurück; die Million allerdings behalte er, um damit auf dem Festland ein neues Leben zu beginnen. Auf Sizilien sei ihm der Boden zu heiß geworden, weil er sich ständig vor dem genialen Bürgermeister Nasoni verstecken müsse.
Als Erminio dem Bürgermeister ein Päckchen als Geschenk für die bevorstehende Hochzeit seines Sohnes mit Carlotta überreichen möchte, weist es dieser brüsk zurück. Da Carlotta kein Vermögen mehr habe, komme sie nicht mehr als seine Schwiegertochter in Betracht. Die Gräfin hingegen nimmt das Paket dankbar an. Neugierig sehen ihr Nasoni und Sindulfo beim Öffnen zu. Als sie bemerken, dass der Inhalt aus der geraubten Million besteht, sind sie fassungslos. Das Ende der Operette ist vorhersehbar: Carlotta und Erminio geben sich den Verlobungskuss.

## Rekonstruktion der Originalfassung
Nachdem über viele Jahrzehnte lediglich stark bearbeitete Versionen zur Aufführung gekommen waren, gab es 1973 eine Rekonstruktion der Originalversion durch Hans-Dieter Roser, der gemeinsam mit Rudolf Bibl Aufführungsmaterial für die EA am Staatstheater Kassel erarbeitete (Verlag Weinberger, 1973).

## Musikalische Höhepunkte
- Terzett von Carlotta, Nasoni und Zenobia „Wie freu ich mich, dass Sie noch hier!“
- Duett zwischen Carlotta und Erminio im Finale des ersten Aktes „Hört von ferne das Geschrei!“
- Couplet der Zenobia „Der Blick von diesem Ungeheuer – Es gibt ja keine Männer mehr!“
- Szene und Duett zwischen Carlotta und Erminio „Dunkel breitet sich über das Meer“
- Benozzos Walzerlied „Er soll dein Herr sein! Wie stolz das klingt!“
- Erminios Lied „Dunkelrote Rosen bring‘ ich, schöne Frau“. Hier handelt es sich um ein Terzett, das aus der zwei Jahre später uraufgeführten Operette „Der Vizeadmiral“ stammt. Es wurde erst durch die Steffan-Knepler-Bearbeitung 1931 in diese Operette übernommen und ist seitdem mit dem Operettentitel verbunden. In der Originalpartitur der Operette Der Vizeadmiral ist das Stück mit der Bezeichnung Terzettino unter der Nr. 3 unter dem Titel  Gehn wir in den Garten, atmen Blütenduft zu finden.

## Verfilmungen
- 1937: Gasparone, Regie: Georg Jacoby
- 1955: Gasparone, Regie: Karl Paryla
- 1963: Gasparone, Regie: Hans Hollmann (TV)
- 1972: Gasparone, Regie: Wolfgang Liebeneiner (TV)

## Tonträger
- Gesamtaufnahme beim Label EMI (Doppel-CD, Nr.: 1355408) mit Anneliese Rothenberger und Hermann Prey in den Hauptrollen.
- Gesamtaufnahme bei Membran (Doppel-CD) mit Anny Schlemm, Josef Metternich, Benno Kusche, Herta Talmar und Willy Hofmann in den Hauptrollen. Dirigent: Franz Marszalek.
- Gesamtaufnahme bei cpo (Doppel-CD, Nr. 777 815-2 Aufnahme vom Lehár Festival Bad Ischl, 2013) mit dem Franz Lehár-Orchester; Dirigent: Marius Burkert.